# Raiffeisen Informatik
Die Raiffeisen Informatik GmbH & Co KG (R-IT) ist ein IT-Dienstleister der österreichischen Raiffeisen-Bankengruppe mit Hauptsitz in Wien. Mehrheitliche Eigentümer sind die Raiffeisenlandesbank Niederösterreich-Wien und die RZB Invest Holding.

## Geschichte
Die Gründung der Raiffeisen Informatik erfolgte am 28. Oktober 1969 mit dem Firmennamen Raiffeisen Rechenzentrum.
Zu den Dienstleistungen der Raiffeisen Informatik gehören Outsourcing, Security Services (incl. R-IT CERT), IT Operations, IT & Software Consulting, Client-Management und Output Services. Das Unternehmen ist laut IDC Marktforschung (Competitive Profiles and Analysis of Leading IT Services Players in Austria, 2010) größter IT-Services-Anbieter in Österreich.
Mit über 100 Niederlassungen ist Raiffeisen Informatik in 32 Ländern weltweit vertreten. Am 31. Oktober 2013 wurden 68 der 850 in Österreich Beschäftigten beim Arbeitsmarktservice zur Kündigung angemeldet, davon viele über 50-Jährige. Auch der Abbau der Werkvertragsnehmer ist geplant.
Im Jänner 2016 wurde bekannt, dass sich die Raiffeisen Informatik von externen Kunden trennen möchte und sich künftig ausschließlich auf die technische Betreuung der Raiffeisenbanken konzentrieren möchte. Externen Kunden sollen in eine Tochtergesellschaft transferiert werden, anschließend soll dieses Geschäftsfeld verkauft werden. Zu den externen Kunden zählen unter anderem die Asfinag, A1, Casinos Austria, Hofer, die niederösterreichischen Landeskliniken, ÖBB, Post, Strabag und Verbund.

## Tochtergesellschaften
Das Unternehmen hat folgende Tochtergesellschaften:
- Raiffeisen Informatik Consulting GmbH (RI-C)

Über die Raiffeisen Informatik Beteiligungs GmbH (RI-B) werden folgende Beteiligungen gehalten:
- Gemdat Niederösterreichische Gemeinde-Datenservice Gesellschaft m.b.H.
- Raiffeisen Informatik Technical Services GmbH (RI-S)
- IIRUC Service
- D2D - direct to document GmbH
- a.trust – Gesellschaft für Sicherheitssysteme im elektronischen Datenverkehr
- bat-groupware GmbH
- Comparex AG (100 % wurden über die "PERUNI" Holding GmbH im Januar 2011 erworben) - nunmehr SoftwareONE

## Gesellschafter
- Raiffeisenlandesbank Niederösterreich-Wien AG (47,35 %)
- RZB Invest Holding GmbH (46,95 %)
- Raiffeisenlandesbank Burgenland und Revisionsverband eGen, Uniqa Insurances Group AG, Raiffeisen Bank International AG, Raiffeisen Bausparkasse GmbH, Raiffeisen-Landesbank Steiermark AG (jeweils unter 1 %)

## Auszeichnungen
- 2004 Mercur für das Projekt „Lkw-Maut in Österreich“
- 2004 Constantinus Award für das Projekt „Lkw-Maut in Österreich“[10]
- 2008 e-business & Multimedia Staatspreis für das Service „Duale Zustellung“
- 2008 e-biz Award für das Service „Duale Zustellung“
- 2010 Auszeichnung mit dem österreichischen Staatswappen durch das österreichische Bundesministerium für Wirtschaft[11]